# ثقب أزرق

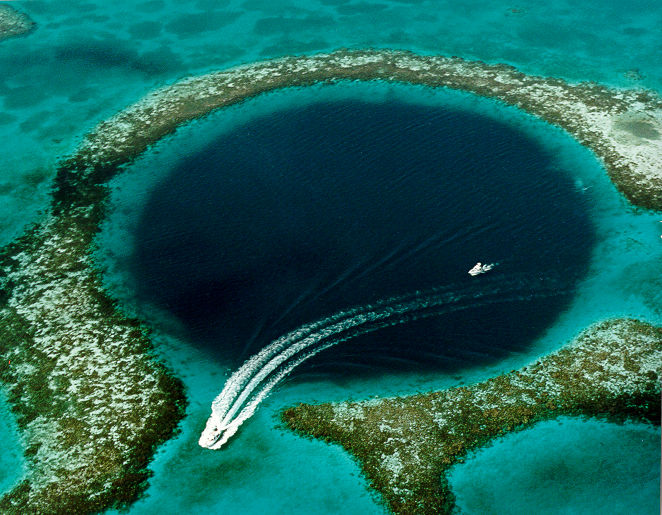
الثقب الأزرق العظيم، يقع بالقرب من العنبر كاي، في بليز

الثقب الأزرق أو الحفر الزرقاء (بالإنجليزية: Blue hole)‏، وتسمى أيضا بالكهوف العمودية، هو كهف داخل أو تحت الماء يتألف من تكوينات جيولوجية عميقة، وفي الغالب تكون دائرية الشكل. هناك العديد من الثقوب الزرقاء المختلفة التي تقع في جميع أنحاء العالم، وعادة ما تكون في المناطق الساحلية المنخفضة. أفضل الأمثلة المعروفة يمكن العثور عليها في:
- بليز.
- جزر البهاما.
- غوام.
- أستراليا (في الحاجز المرجاني العظيم).
- مصر (الثقب الأزرق (البحر الأحمر).[2]
- السعودية (20 ثقب).[3]

ونظراً لعمقها فإن مياهها تبدو بلون أزرق غامق وبالنسبة للمياه المحيطة بها تكون بالوان زرقاء فاتحة.